# L1/L2线路所
L1/L2线路所（读作“连1连2线路所”）位于京广高速铁路K1215+156处，横店东站与武汉站（武广高速场）之间。由中国铁路武汉局集团武汉车站管辖，不办理客货运业务，仅作列车跨线使用。

## 站场设施
线路所完全位于桥上，设有道岔两组，不设安全线、渡线。自滠口线路所引出的天兴洲普客联络线（下行线）、自谌家矶线路所引出的天兴洲普客联络线（上行线）分别于此汇入京广高速铁路的下行线与上行线，线路交汇的道岔编号为“L1”和“L2”，即线路所名称来源。